# ハルビンビール
ハルビンビールは中華人民共和国のビールのブランド名である。哈爾浜啤酒集団有限公司（ハルビンビール・グループ、英文名：Harbin Brewery Group）が製造している。この会社は本部が黒竜江省ハルビン市香坊区にあり、1900年にロシア人が設立した中国最古のビール会社で、1937年には大日本麦酒も関係して、現在中国では第4位である。2002年には香港証券取引所に上場。2003年にSABミラーとの買収合戦でアンハイザー・ブッシュに買収され、後者はさらに2008年にインベブに買収されてアンハイザー・ブッシュ・インベブとなった。
2024年、香港消費者委員会が市販されているビールの成分分析を行った結果、ハルビンの麦道ビールからデオキシニバレノールが1キロ当たり26マイクログラム検出されたことが判明した。また、実際のアルコール含有量が表示よりもやや高かったことも明らかとなった。ハルビンビール側は、当該製品が中国本土だけで販売されていること、本土の法律と規定を順守していることを説明した。